# Katja Salskov-Iversen
Katja Steen Salskov-Iversen (19 de agosto de 1994) é uma velejadora dinamarquesa, medalhista olímpica.

## Carreira

### Rio 2016
Katja Salskov-Iversen representou seu país nos Jogos Olímpicos de Verão de 2016, na qual conquistou medalha de bronze na classe 49erFX, ao lado de Jena Hansen. 